# Aeroportul Savoonga
Aeroportul Savoonga (IATA: SVA, ICAO: PASA, FAA LID: SVA) este un aeroport din Alaska, Statele Unite ale Americii ce deservește zona Savoonga⁠(d). Aeroportul a fost tranzitat în 2019 de 7.898 de pasageri. A fost numit după zona deservită.
Situat la o altitudine de 16 m, aeroportul dispune de 1 pistă. Este operat de Alaska Department of Transportation & Public Facilities⁠(d).

## Infrastructură

### Piste
Aeroportul dispune de o singură pistă. Pista 05/23 are suprafața de pietriș și dimensiunile 4.400 picioare × 100 picioare. 